# Radomska Wytwórnia Telekomunikacyjna
Radomska Wytwórnia Telekomunikacyjna (RWT) – polskie przedsiębiorstwo telekomunikacyjne z siedzibą w Radomiu.

## Historia

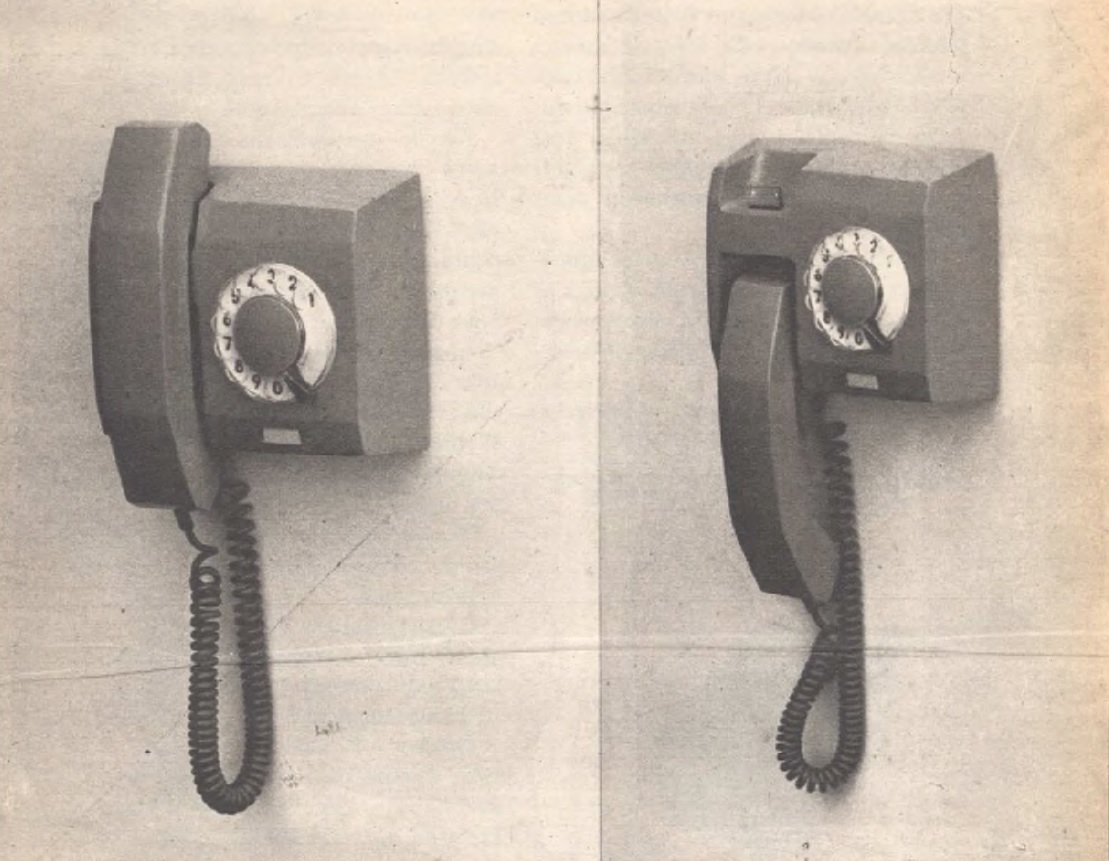
Prototyp aparatu telefonicznego RWT Irys-72 z okresu PRL

Przedsiębiorstwo powstało 20 grudnia 1938 z kapitału szwedzkiego, pod pierwotną nazwą „Polska elektryczna sp. akcyjna Erikson”. Od tego czasu jej logo oraz nazwa były wielokrotnie zmieniane (m.in. Radomska Wytwórnia Telefonów). W 2004 r. zakład utracił płynność finansową wskutek nienależytego wypełnienia zobowiązania Telekomunikacji Polskiej wobec zakładu. Skutkowało to złożeniem wniosku o ogłoszenie upadłości, przy rozstrzyganiu którego sąd zgodził się z możliwością układu, co pozwoliło na dalszą działalność. W wyniku przekształceń powstała Radomska Wytwórnia Telekomunikacyjna Sp. z o.o. z siedzibą w Radomiu.

## Obecna oferta
Firma prowadzi działalność na rynku polskim i na rynkach światowych, oferując swoim klientom zarówno usługi związane z technologiami telekomunikacyjnymi, jak też produkcję nowoczesnego sprzętu elektronicznego.
Głównymi produktami RWT są proste urządzenia jak telefony analogowe i anteny satelitarne, jak i zaawansowane technologicznie dekodery typu DVB-T, MPEG4 HD oraz terminale FCT do sieci CDMA, za który została nagrodzona w 2008 r. w II edycji konkursu „Polski Produkt Światowy”.